# Poliocrania maculifer
El hormiguero colicorto (Poliocrania maculifer) es una especie (o el grupo de subespecies P. exsul maculifer/cassini dependiendo de la clasificación adoptada), de ave paseriforme de la familia Thamnophilidae, una de las dos pertenecientes al género Poliocrania, que era monotípico hasta la separación propuesta de la presente especie. Es nativa del extremo sur occidental de América Central y del noroeste de América del Sur.

## Distribución y hábitat
Se distribuye desde el extremo sur occidental de Panamá, por el norte de Colombia, y por la pendiente del Pacífico del oeste de Colombia y Ecuador.
Su hábitat natural es el sotobosque de selvas húmedas de tierras bajas, y crescimientos secundarios maduros, principalmente debajo de los 900 m de altitud.

## Sistemática

### Descripción original
La especie P. maculifer fue descrita por primera vez por el ornitólogo austríaco Carl Eduard Hellmayr en 1906 bajo el nombre científico de subespecie Myrmelastes exsul maculifer; la localidad tipo es «Paramba, 3500 pies [c. 1065 m], Esmeraldas, Ecuador.»

### Etimología
El nombre genérico masculino «Poliocrania» se compone de las palabras del griego «polios» que significa ‘gris’, ‘ceniza’ y «kranios» que significa ‘cabeza’, ‘cráneo’; y el nombre de la especie «maculifer», se compone de las palabras del latín «macula» que significa ‘mota’, ‘mácula’, y «fer» que significa ‘que lleva’.

### Taxonomía
La presente especie (junto al taxón cassini) es tradicionalmente tratada como conespecífica con  Poliocrania exsul,  pero algunas clasificaciones, como Aves del Mundo (HBW) y Birdlife International (BLI), la consideran como una especie separada, con base en diferencias morfológicas y a pesar de reconocer que las vocalizaciones son idénticas. Sin embargo, esto no es todavía reconocido por otras clasificaciones. El Comité de Clasificación de Sudamérica (SACC) rechazó la separación en la Propuesta No 965 con base en las diferencias mínimas de vocalización y a la aparente existencia de intermediarios en la región de Darién y a la falta de estudios publicados en esta zona de contacto.
Las diferencias morfológicas apuntadas por HBW para justificar la separación son: las motas blancas en las cobertoras alares; partes inferiores más brillantes en la hembra; partes inferiores gris más pálido en el macho; partes superiores color castaño-oliva y no castaño oscuro en ambos sexos; cola más corta; y una estrecha zona de hibridación.

### Subespecies
Según la clasificación Aves del Mundo se reconocen dos subespecies, con su correspondiente distribución geográfica:
- Poliocrania maculifer cassini (Ridgway, 1908) — extremo suroeste de Panamá (Darién al sur del golfo de San Miguel) y norte de Colombia (norte del Chocó al este hasta el sur de Cesar y bajo valle del Magdalena al sur hasta Bolívar).
- Poliocrania maculifer maculifer (Hellmayr, 1906) — pendiente del Pacífico en el centro oeste y suroeste de Colombia (hacia el sur desde el centro del Chocó) y oeste de Ecuador (al sur hasta El Oro).